# لين هوب
لين هوب (بالإنجليزية: Lynn Hope)‏ هو عازف جاز أمريكي، ولد في 26 سبتمبر 1926 في برمنغهام في الولايات المتحدة، وتوفي في 24 فبراير 1993.

## وصلات خارجية
- لين هوب على موقع ميوزك برينز (الإنجليزية)
- لين هوب على موقع أول ميوزيك (الإنجليزية)
- لين هوب على موقع ديسكوغز (الإنجليزية)